# Bruno Gervais
Bruno Gervais (Longueuil, 3 ottobre 1984) è un ex hockeista su ghiaccio canadese, di ruolo difensore.

## Carriera
Scelto dai New York Islanders al draft del 2003, ma, complice anche il lockout della stagione 2004-2005, fece il suo esordio in NHL nella stagione 2005-2006, ritagliandosi in breve un posto da titolare. Rimase agli Islanders fino al giugno 2011, quando passò ai Tampa Bay Lightning, con un contratto di un anno.
Svincolatosi dai Lightning, nell'estate 2012 si accasò ai Philadelphia Flyers, ma in occasione del nuovo lockout che ritardò l'inizio della stagione 2012-2013, Gervais giocò alcuni incontri in Europa, nella seconda serie tedesca con gli Heilbronner Falken e con gli svizzeri HC Fribourg-Gottéron in occasione della Coppa Spengler 2012. Tornò in NHL nel mese di gennaio, quando il campionato ridotto ebbe inizio.
Dopo una stagione in AHL con gli Adirondack Red Wings, venne acquistato dai Colorado Avalanche, ma venne girato per tutta la stagione ai Lake Erie Monsters, sempre in AHL.
Rimasto senza contratto, fece ritorno in Germania, questa volta in DEL, dove ha giocato per due stagioni con gli Eisbären Berlino.
Ha annunciato il ritiro nel luglio del 2017.